# 김범용 (축구 선수)
김범용(한국 한자: 金範容, 1990년 7월 29일 ~ )은 대한민국의 축구 선수이다. 현 레노파 야마구치 FC 소속이며, 포지션은 윙백이다.

## 클럽 경력
2009년 김범용은 건국대학교 축구부에 진학하였다.
2013년 5월 5일 일본 J리그 디비전 2의 몬테디오 야마가타에 입단하며, 프로 경력을 시작하였다.
2018년 1월 2일 대한민국 K리그 챌린지의 수원 FC로 이적하였다.
2019시즌을 앞두고 포천시민축구단으로 임대되었다.
2022시즌을 앞두고 경남 FC에 입단했다.